# Лорънс Уат-Еванс
Лорънс Уат Еванс (на английски: Lawrence Watt Evans) е американски писател на произведения в жанра научна фантастика, фатастичен трилър и фентъзи. Пише под псевдонимите Лорънс Уат-Еванс (Lawrence Watt-Evans) и Нейтън Арчър (Nathan Archer).

## Биография и творчество
Лорънс Уат Еванс е роден на 26 юли 1954 г. в Арлингтън, Масачузетс, САЩ, в семейството на Гордън Еванс, професор по химия, и Долета Уат, секретарка. Четвърто от общо шестте деца. Родителите му са фенове на научната фантастика и той от малък чете много и колекционира комикси, и от осемгодишен прави опити да пише. В периода 1972-1974 г. и 1975-1977 г. учи в Принстънския университет но не завършва. Докато учи работи различни временни работи – чистач, общ работник, продавач, за да се издържа. Едновременно с това пише фантастика и от 1977 г. е писател на свободна практика.
На 30 август 1977 г. се жени за Джули Маккена, химик. Имат две деца – Кирит и Джулиан.
Първият му разказ „Paranoid Fantasy #1“ е публикуван през 1975 г.
Първият му роман „The Lure of the Basilisk“ (Примамката на базилиска) от поредицата „Владетелите на Дъс“ и публикуван през 1980 г.
За разказа си „Why I Left Harry's All-Night Hamburgers“ от 1987 г. е удостоен с наградата „Хюго“. За разказа си „Windwagon Smith and the Martians“ от 1989 г. получава наградата „Айзък Азимов“.
Член е на Асоциацията на писателите на хоръри, като в периода 1994-1996 г. е бил неин президент. Член е и на Асоциацията на писателите на научна фантастика и фентъзи на Америка, като е бил регионален директор и касиер на източната група. В периода 1995-1997 г. е съиздател на списанието „Deathrealm“ и е бил главен редактор на уебсайта „Helix SF“. Собственик е на малката верига книжарници за продажба на комикси „Beyond Comics“, и на малката издателска компания „Misenchanted Press“.
Чел е лекции по творческо писане на различни семинари, бил е инструктор в Мартас Винярд и в писателския център в Бетезда, Мериленд.
Лорънс Уат Еванс живее със семейството си в Силвър Спринг, Мериленд.

## Произведения

### Като Лорънс Уат-Еванс

#### Самостоятелни романи
- The Chromosomal Code (1984)
- Shining Steel (1986)
- Denner's Wreck (1988) – издаден и като „Among the Powers“
- The Rebirth of Wonder (1992)
- Split Heirs (1993) (with Esther Friesner)
- Touched by the Gods (1997)
- Spirit Dump (1998)
- The Spartacus File (2005) – с Карл Парлагреко
- One-Eyed Jack (2011)
- Tom Derringer and the Aluminum Airship (2014)

#### Серия „Владетелите на Дъс“ (Lords of Dus)
1. The Lure of the Basilisk (1980)
2. The Seven Altars of Dusarra (1981)
3. The Sword of Bheleu (1982)
4. The Book of Silence (1983)

#### Серия „Война за света“ (War Surplus)
1. The Cyborg and the Sorcerers (1982)
2. The Wizard and the War Machine (1987)

#### Серия „Легенда за Ещар“ (Legend of Ethshar)
1. The Misenchanted Sword (1985)
2. With a Single Spell (1987)
3. The Unwilling Warlord (1989)
4. The Blood of a Dragon (1991)
5. Taking Flight (1993)
6. The Spell of the Black Dagger (1993)
7. Night of Madness (2000)
8. Ithanalin's Restoration (2002)
9. The Spriggan Mirror (2006)
10. The Vondish Ambassador (2008)
11. The Unwelcome Warlock (2012)
12. The Sorcerer's Widow (2013)
13. Relics of War (2014)

#### Серия „Градът на нощната страна“ (Nightside City)
1. Nightside City (1989) 
Градът на нощната страна, изд.: ИК „Бард“, София (2008), прев. Юлиян Стойнов
2. Realms of Light (2010)

#### Серия „Три свята“ (Three Worlds)
1. Out of This World (1994)
2. In the Empire of Shadow (1995)
3. The Reign of the Brown Magician (1996)

#### Серия „Хрониките на Обсидиан“ (Obsidian Chronicles)
1. Dragon Weather (1999)
2. The Dragon Society (2001)
3. Dragon Venom (2003)

#### Серия „Летописи на избрания“ (Annals of the Chosen)
1. The Wizard Lord (2006)
2. The Ninth Talisman (2007)
3. The Summer Palace (2008)

#### Серия „Падането на магьосниците“ (Fall of the Sorcerers)
1. A Young Man Without Magic (2009)
2. Above His Proper Station (2010)

#### Новели
- Why I Left Harry's All-Night Hamburgers (2011)
- Dead Things Don't Move (2011)
- The Ghost Taker (2011)
- Heart of Stone (2011)
- Hearts and Flowers (2011)
- Parade (2011)
- Stab (2011)
- Jim Tuckerman's Angel (2011)
- A Flying Saucer with Minnesota Plates (2013)

#### Разкази
- Paranoid Fantasy #1 (1975)
- One Night at a Local Bar (1980)
- The Temple of Life (1980)
- The Rune and the Dragon (1984)
- Why I Left Harry's All-Night Hamburgers (1987) – награда „Хюго“
- Dead Things Don't Move (1988)
- An Infinity of Karen (1988)
- In League with the Freeway (1988)
- The Palace of al-Tir al-Abtan (1989)
- Real Time (1989)
- Windwagon Smith and the Martians (1989) – награда „Айзък Азимов“

недовършен списък

#### Сборници
- Crosstime Traffic (1992) – издаден и като „Vika's Avenger“
- Celestial Debris (2002)
- The Final Folly of Captain Dancy (2011)
- In the Blood (2011)

#### Документалистика
- The Turtle Moves! (2008) – за Тери Пратчет и „Светът на диска“
- Mind Candy (2013)

### Като Нейтън Арчър
непълна библиография

#### Серия „Хищникът“ (Predator)
1. Predator: Concrete Jungle (1990)
2. Predator: Cold War (1997)

#### Серия „Марсиански атаки“ (Mars Attacks)
- Martian Deathtrap (1996)

#### Участие в общи серии с други писатели

##### Серия „Стар Трек: Вояджър“ (Star Trek: Voyager)
- Ragnarok (1995)

от серията има още 38 романа от различни автори

#### Новели
- How to Prosper During the Coming Zombie Apocalypse (2011)